# ナースィル・ムハンマド・モスク
ナースィル・ムハンマド・モスク（アラビア語: مسجد الناصر محمد بن قلاوون、英語: Al-Nasir Muhammad Ibn Qalawun Mosque〈ナースィル・ムハンマド・イブン・カラーウーン・モスク〉）は、エジプトの首都カイロのシタデル（英: Cairo Citadel）にある14世紀初頭のモスクである。1318年より、マムルーク朝（1250-1517年）のスルターン、ナースィル・ムハンマドにより、金曜礼拝（ジュムア、Jumuʿah）を行なうシタデル（城塞）の王室モスクとして建設された。このモスクは、19世紀に構築されたムハンマド・アリー・モスクに近接した位置にあり、歴史的都市カイロの一部を構成する。

## 歴史

### ナースィル・ムハンマド
ナースィル・ムハンマド（在位1293-1294年、1298-1308年〈1299-1309年〉、1309-1340年〈1310-1341年〉）は、スルターン・カラーウーン（在位1279-1290年）の息子の1人であった。ナースィルは9歳でスルターンに即位し、三度の治世を経て亡くなるまで、マムルーク朝史上最も長く君臨した。その治世にナースィルは、とりわけ贅沢な宮廷生活を極めたほか、数多くの壮大な土木建築事業に資金を費やしたことで知られ、モスクだけでもおよそ30が建設された。

### 建設

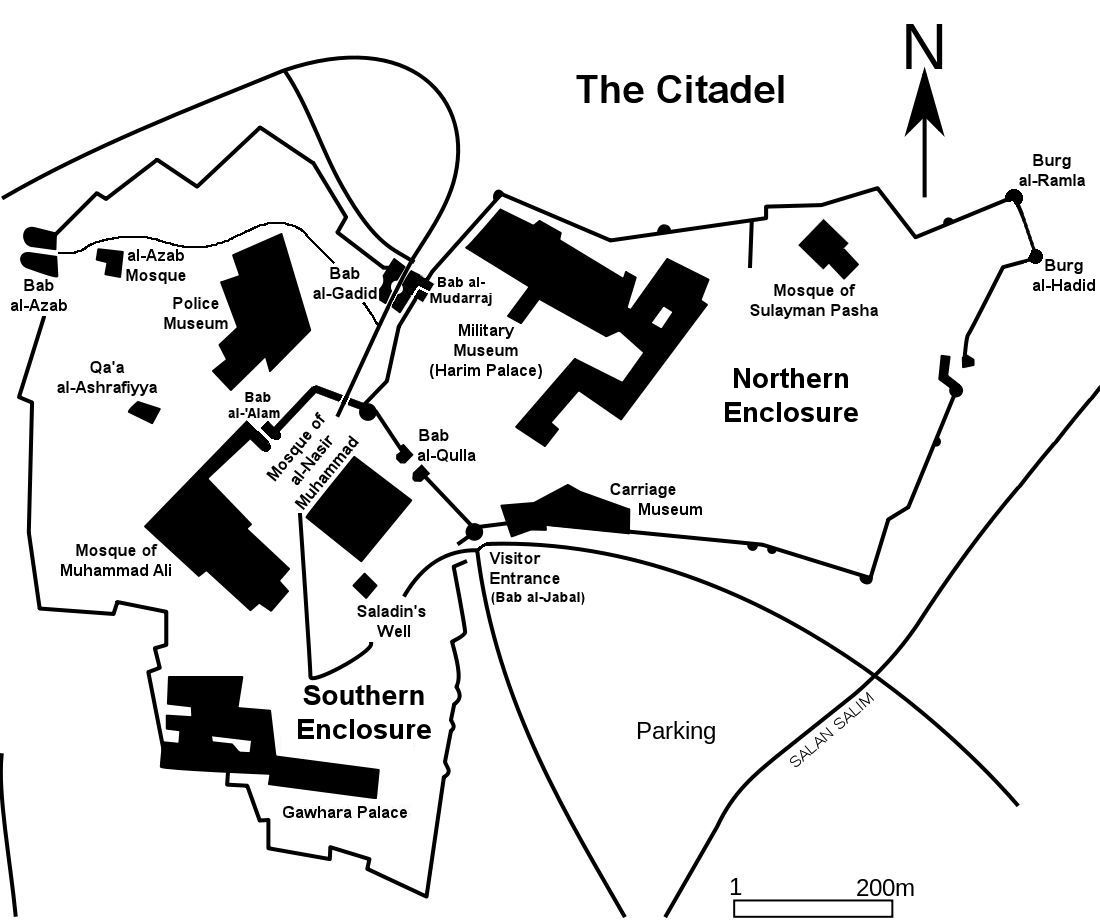
シタデルにあるナースィル・ムハンマド・モスク（Mosque of al-Nasir Muhammad）の位置

ナースィル・ムハンマドは、在位第3期の1318年、3番目のモスク（ジャーミー、jāmiʿ）として、サラディン（在位1171/1172-1193年）にさかのぼるカイロのシタデル（サラディン〈サラーフ・アッ＝ディーン〉の城塞、アラビア語: قلعة صلاح الدين〈Qalaʿat Salāḥ ad-Dīn〉、英語: Citadel of Saladin）にあったアイユーブ朝（1171-1250年）の古いモスク（伝、スルターン・アル＝カーミル〈在位1218-1238年〉建立）とその周りの構造物を取り壊し、マムルーク朝（1250-1517年〈バフリー・マムルーク朝、1250-1390年〉）における自身の王室モスクの建設を命じた。
モスクが完成するとナースィルは、カイロとフスタートのすべてのムアッジン・説教者・朗誦者を召集し、誰がシタデルの自身のモスクに仕えるに相応しいかスルターン自らそれぞれの職能を確かめ、ムアッジン20人のほかモスクの役職に最適な人材を選定した。
1334年に当初のモスクよりも王室に相応しいモスクにするという勅令が発せられると、1335年、モスクは大幅に改築された。モスクの高さが増して、その際にドームが構築された。改築の詳細は不明であるが、ミナレットについても、基壇はモスクの屋根より低い位置にあるものの、柱体および先端は1335年に構築されたものと考えられる。

### 悪化・修築
ドームは崩壊して、ブルジー・マムルーク朝（1382-1517年）のカーイトバーイ（在位1468-1495年）の治世、1487年に再建されているが、1517年にマムルーク朝を破ったオスマン帝国がカイロを奪い取ると、モスクのドームは壊され、説教壇（ミンバル）を失うなど、状態が悪化した。
1798年7月、フランス（第一共和政）のエジプト・シリア戦役（1798-1801年）において、ナポレオン・ボナパルトがカイロを占領すると、同年10月のカイロの反乱に対して、シタデルを拠点に砲撃し、ナースィル・ムハンマド・モスクは、牢獄に改造されてギロチンが設置された。

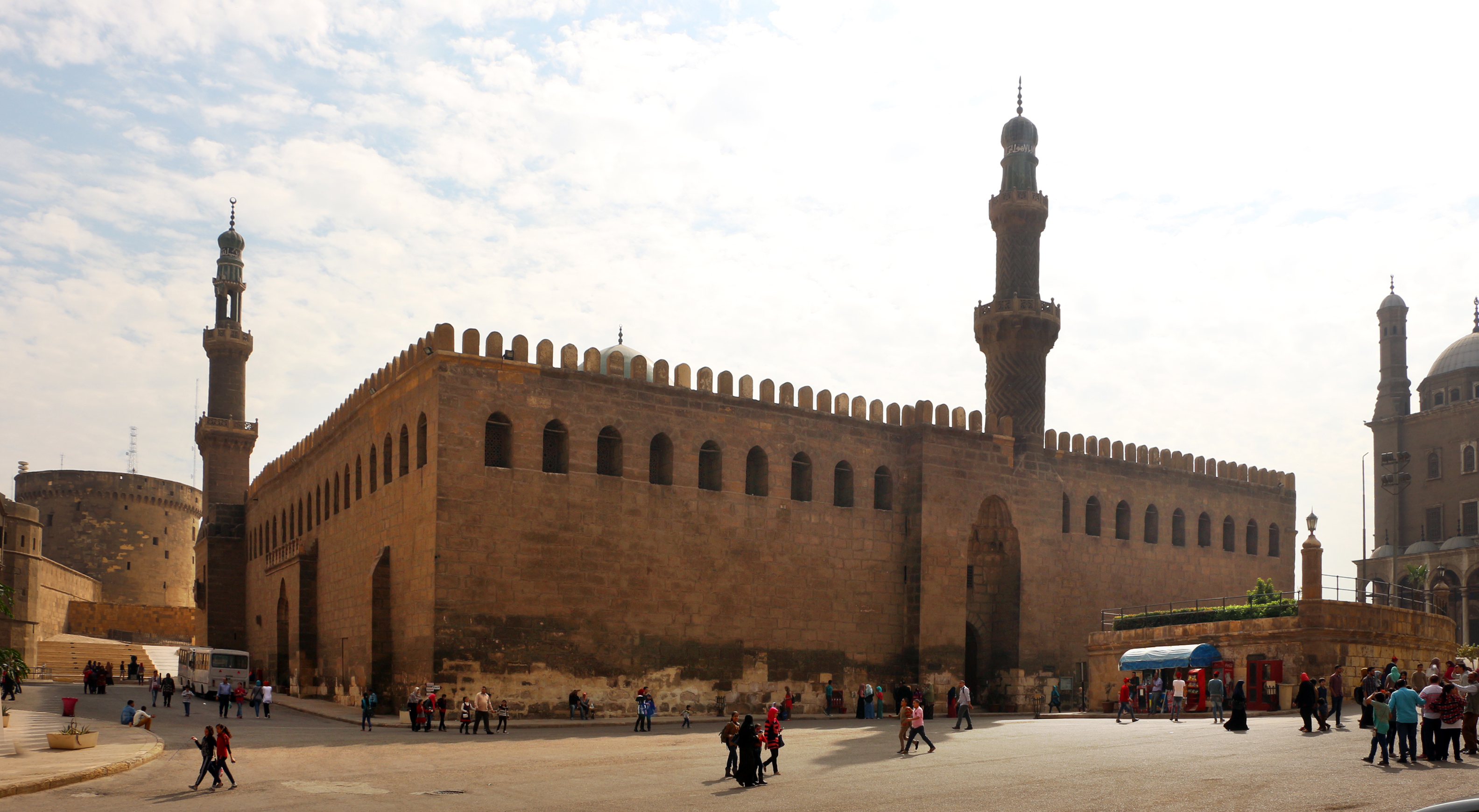
西（西北）正面と2基のミナレット

その後、エジプトで起こったウラービー革命（1881-1882年）を鎮圧したイギリス（グレートブリテン及びアイルランド連合王国）が、1882年、軍事占領により影響力を得ると、このシタデルのモスクはさらに破壊され、刑務所および軍隊の倉庫として使用されるようになり、空間を仕切る高い隔壁が、支柱間に粗石を積んで築かれた。これに対してイギリス陸軍少佐 C・M・ワトソン (C. M. Watson) が、モスク内の様相の回復に努めたことで、モスクを塞ぐ貯蔵物が別の場所に移され、1886年までに、支柱間に増築されていた多くの隔壁が取り除かれた。そして1948年になって、それらの修築が行われたが、1947年には、イスラム文化財保存委員会（英: Committee for the Preservation of Islamic Antiquities）により、ミフラーブ（壁龕）のある壁および床面における大改修が施されている。

## 構造
マムルーク建築による多柱式 (hypostyle) モスクであるナースィル・ムハンマド・モスクは、幅 63メートル (207 ft) 、奥行 57メートル (187 ft) の方形をなしており、キブラ方向の東（東南）側が大きな領域を占める。内側の四方に回廊を備えた中庭 (ṣaḥn) は、幅  35.5メートル (116 ft) 、奥行 23.5メートル (77 ft) で、かつては中央に泉亭を有した。モスクにはおよそ5000人の礼拝者を収容することができた。

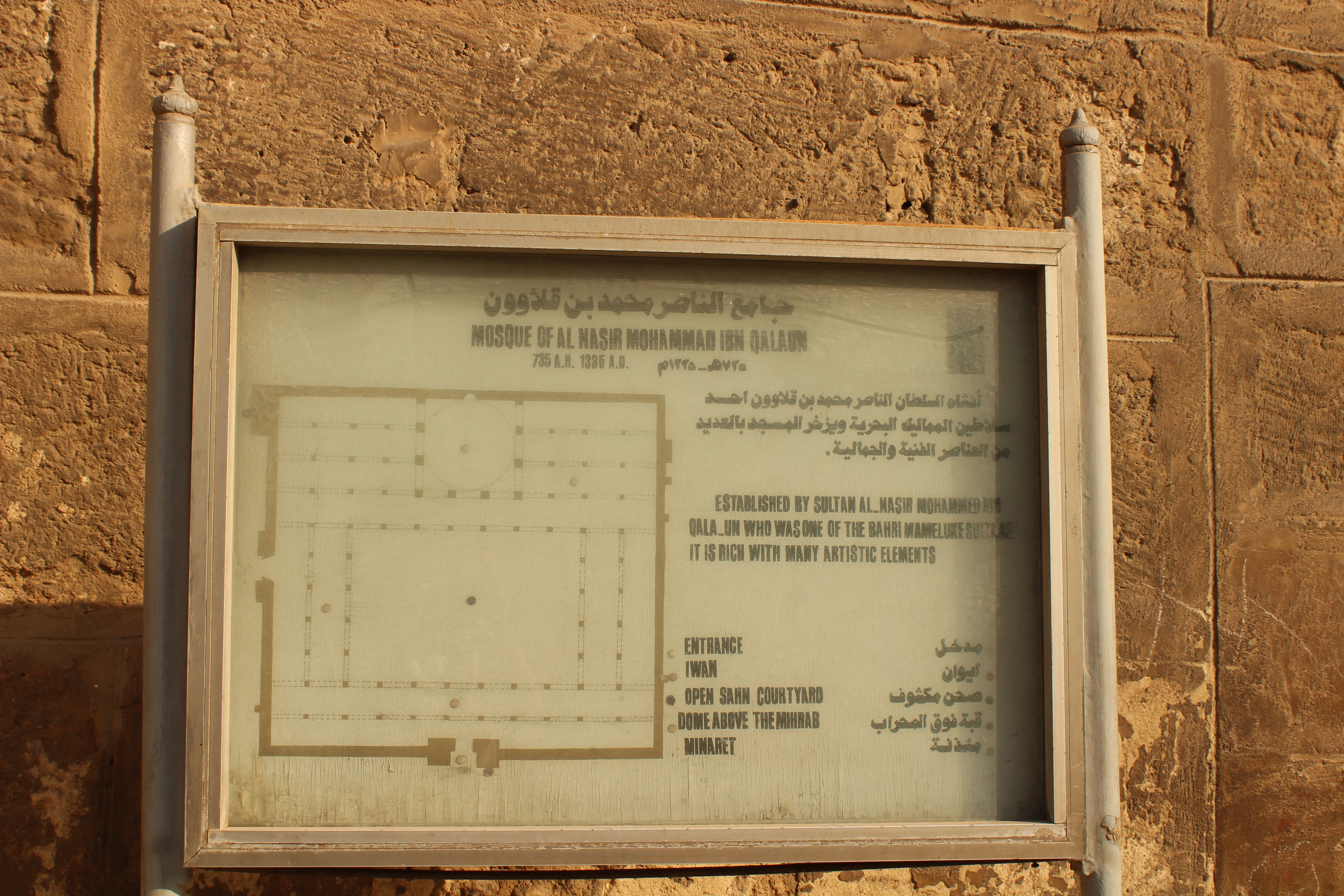
ナースィル・ムハンマド・モスクの案内板（2017年）

正面玄関となる入口は、西（西北）側の壁面中央に設けられ、上部の石板にモスクが最初に建立されたヒジュラ暦718年（西暦1318年）が記される。また、北（北東）側にもう1つ中庭に通じる入口があるほか、南（南西）側にも入口が認められ、壁の端からミフラーブの右側の王室のマクスーラに通じていた。

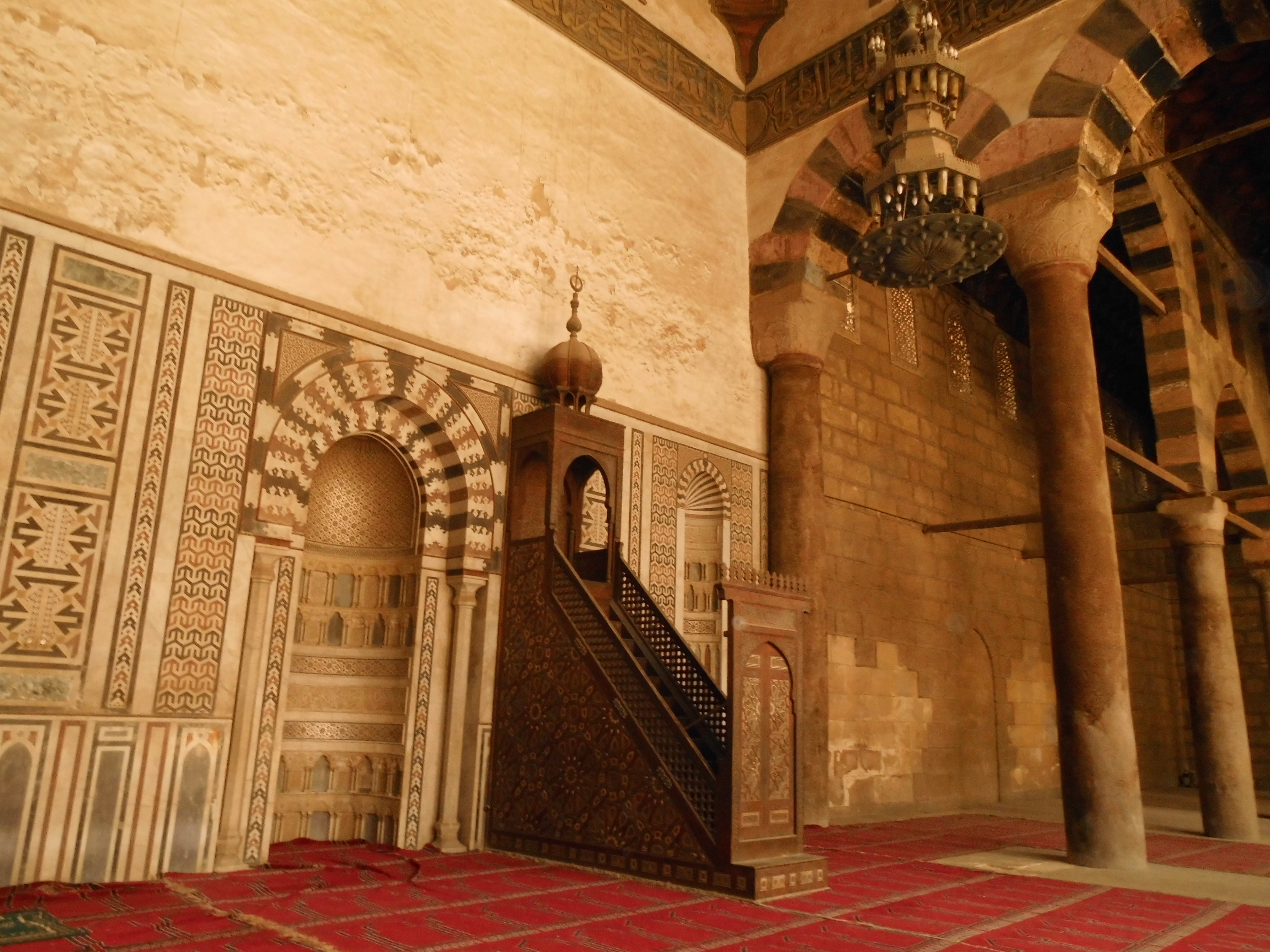
モスク内にあるミフラーブと木製のミンバルおよび列柱の一角

1335年の改修において、モスクのリワーク（柱廊）は、アシュムネイン（Ashmūnayn〈ヘルモポリス〉) より船でカイロに運ばれた古代の花崗岩の円柱による列柱が、上部アーチとともに高さを増した。モスクの壁は高くなり、胸壁（英: crenellation）が巡らされ、マクスーラ、ミフラーブが改築されて、屋根には緑のタイルで覆われたドームが追加された。しかし、当時のミフラーブや大理石の内壁面は残存せず、現在のドームも1935年に加えられたものである。

### ミナレット
| 左:東のミナレット上部 右:西正面のミナレット |  | 左:東のミナレット上部 右:西正面のミナレット |
| 左:東のミナレット上部 右:西正面のミナレット |  |                                             |

2基のミナレットが、西（西北）側の正面入口の上部および東側の一角にある。西側正面のミナレットは3層からなる円錐形で、2段のバルコニーによりそれぞれ分断される。入口に基壇を備えるミナレットの配置は、カイロの伝統に基づく。また、正門のミナレットの柱体部には、彫刻による装飾が施され、柱軸に刻まれたジグザグの意匠は、エジプトのミナレットとして初めて見られる。
東側の角のミナレットは、基部が方形で、柱体部は円筒形であり、上層部の開口した部分の上に西のミナレットに似た頂部を持ち、同様に球根状の造形を備える。これらの上層部の意匠ならびに緑のファイナンス・モザイクの使用、それにセラミック・タイルによる青地に白のクルアーンの碑文などの様式から、モンゴル帝国のイルハン朝（イル・ハーン国、1256-1353年）の形式の伝搬が認められ、ペルシア系職人の関与が示唆される。

### 関連文献
- Behrens-Abouseif, Doris (1992) [1989]. Islamic Architecture in Cairo: An Introduction. E. J. Brill. ISBN 90-04-09626-4
- Rabbat, Nasser O. (1995). The Citadel of Cairo: a new interpretation of royal Mamluk architecture. E. J. Brill. ISBN 90-04-10124-1